# Маргарит
Маргарит — мінерал підкласу шаруватих силікатів (групи крихких слюд).

## Загальний опис
Хімічна формула: CaAl2[Al2Si2O10](OH)2.
Містить (%): СаО — 14,0; Al2O3 — 51,3; SiO2 — 30,1; H2O — 4,6.
З домішок зустрічаються Na, Fe, Mg, іноді Be, Cr і Li.
Сингонія моноклінна.
Форми виділення — пластинчаті і лускаті агрегати.
Спайність досконала в одному напрямі.
Густина 3,0-3,1.
Твердість 3,5-5,5. Крихкий; пластинки під час вигину ламаються.
Колір перлисто-білий з жовтуватим, рожевим, сіруватим відтінками.
Блиск на спайних площинах перламутровий.
Породоутворювальний мінерал метаморфічних порід низьких та середніх ступенів метаморфізму. Входить до складу кристалічних сланців разом з корундом, діаспором, тальком, хлоритом.
Потенційна сировина для добування літію та берилію.
Рідкісний.
Назва походить від грецького слова «маргаритес» — перла (J.N.Fuchs), 1823.

## Різновиди
Розрізняють:
- маргарит бериліїстий (маргарит, який містить до 3 % BeO);
- маргарит залізно-залізистий (маргарит, який містить FeO>0,80 % і Fe2O3>3 %);
- маргарит каліїстий (маргарит, який містить K2O>0,70 %);
- маргарит літіїсто-бериліїстий (те саме, що бітіїт);
- маргарит магніїстий (зайва назва тальку кальціїстого);
- маргарит натріїстий (маргарит, який містить до 8 % Na2O).